# Billy Sims
Billy Sims (St. Louis, Missouri, 18 september 1955) is een Amerikaans voormalig American football-running back. Hij speelde van 1980 tot 1984 in de NFL bij de Detroit Lions (1980 tot 1984) maar moest zijn carrière vroegtijdig beëindigen door een knieblessure. Sims studeerde aan de universiteit van Oklahoma, waar hij in 1978 de Heisman Trophy won. Hij werd in 1980 als eerste gekozen in de draft.

## Jeugd
Sims werd geboren in Missouri maar verhuisde later naar Hooks in Texas, waar hij zou gaan samenwonen met zijn grootmoeder. Hij speelde in eerste instantie alleen maar honkbal en was een fervent supporter van de St. Louis Cardinals. Hij had geen belangstelling voor football, totdat hij naar Texas verhuisde. In de drie jaren dat hij football speelde op een middelbare school, rushte hij 1128 keer (een staatsrecord in die tijd), wat in 7738 yards resulteerde. Sims staatsrecord in het grootste aantal gespeelde wedstrijden met 100 yards of meer (Sims had er 38) stond anno 2017 nog steeds.

## Universitaire carrière
Sims ontving een studiebeurs van de universiteit van Oklahoma en ging spelen voor de Sooners van Barry Switzer. Hij speelde er van 1975 tot 1979. Hij moest zijn eerste twee seizoenen aan zich voorbij laten gaan door blessures; pas in zijn derde jaar werd hij de startende running back. In 1978 had Sims 1896 yards, een schoolrecord dat stond tot 2004 toen freshman Adrian Peterson het verbrak met 1925 rushing yards. Vervolgens kreeg Sims de Heisman Trophy overhandigd. Hij werd de zesde junior die de Heisman wist te winnen. In 1979 werd hij tweede in de verkiezing; Charles White van USC zou de prijs dat jaar winnen.

### Universitaire statistieken
|        | Rushing | Rushing | Rushing | Rushing | Rushing | Receiving | Receiving | Receiving | Receiving | Receiving |
| JAAR   | ATT     | YDS     | AVG     | LNG     | TD      | NO.       | YDS       | AVG       | LNG       | TD        |
| ------ | ------- | ------- | ------- | ------- | ------- | --------- | --------- | --------- | --------- | --------- |
| 1976   | 3       | 44      | 14.7    | 18      | 0       | —         | —         | —         | —         | —         |
| 1977   | 71      | 413     | 5.9     | 43      | 6       | —         | —         | —         | —         | —         |
| 1978   | 256     | 1,896   | 7.4     | 63      | 22      | 1         | 35        | 35.0      | 35        | 0         |
| 1979   | 248     | 1,670   | 6.7     | 71      | 23      | 1         | 42        | 42.0      | 42        | 0         |
| Totals | 578     | 4,023   | 7.0     | 71      | 51      | 2         | 77        | 38.5      | 42        | 0         |

## Professionele carrière
In 1980 werd Sims door de Detroit Lions als eerste gekozen in de draft, waar hij zijn gehele carrière voor zou spelen. De eerste drie jaar werd hij uitgenodigd voor de Pro Bowl. Hij werd gezien als een van de beste running backs in de NFL.
Sims carrière zou vroegtijdig eindigen door een ernstige knieblessure in een wedstrijd tegen de Minnesota Vikings. Hij eindigde zijn carrière met 1131 pogingen die 5106 yards opleverden (4,5 yards per poging). Hij ving de bal 186 keer, wat resulteerde in 2072 yards (11,1 yards per catch). Sims moest twee jaar lang revalideren om zijn knie weer te laten functioneren. Hij wilde in 1986 eigenlijk weer football spelen, maar zijn arts verbood dit omdat hij niet meer normaal kon rennen. Sims spelersnummer, 20, zou vijf jaar na zijn gedwongen pensioen nog gedragen worden door de legendarische running back  Barry Sanders.

### NFL-statistieken
|        | Rushing | Rushing | Rushing | Rushing | Rushing | Rushing | Receiving | Receiving | Receiving | Receiving | Receiving |
| YEAR   | TEAM    | ATT     | YDS     | AVG     | LNG     | TD      | NO.       | YDS       | AVG       | LNG       | TD        |
| ------ | ------- | ------- | ------- | ------- | ------- | ------- | --------- | --------- | --------- | --------- | --------- |
| 1980   | DET     | 313     | 1,303   | 4.2     | 52      | 13      | 51        | 621       | 12.2      | 87        | 3         |
| 1981   | DET     | 296     | 1,437   | 4.9     | 51      | 13      | 28        | 451       | 16.1      | 81        | 2         |
| 1982   | DET     | 172     | 639     | 3.7     | 29      | 4       | 34        | 342       | 10.1      | 52        | 0         |
| 1983   | DET     | 220     | 1,040   | 4.7     | 41      | 7       | 42        | 419       | 10.0      | 54        | 0         |
| 1984   | DET     | 130     | 687     | 5.3     | 81      | 5       | 31        | 239       | 7.7       | 20        | 0         |
| Totals | —       | 1,131   | 5,106   | 4.5     | 81      | 42      | 186       | 2,072     | 11.1      | 87        | 5         |